# Huelgoat
Huelgoat (bretonsko An Uhelgoad) je naselje in občina v severozahodnem francoskem departmaju Finistère regije Bretanje. Naselje je leta 2008 imelo 1.602 prebivalca.

## Geografija
Kraj leži v pokrajini Cornouaille ob zajezeni reki Argent, znotraj naravnega regijskega parka Armorike, 66 km vzhodno od Bresta. 

## Uprava
Huelgoat je sedež istoimenskega kantona, v katerega so poleg njegove vključene še občine Berrien, Bolazec / Bolazeg, Botmeur / Boneur, La Feuillée / Ar Fouilhez, Locmaria-Berrien / Lokmaria-Berrien, Plouyé / Plouie in Scrignac / Skrigneg s 5.486 prebivalci.
Kanton Huelgoat je sestavni del okrožja Châteaulin.

## Zanimivosti
Na območju Huelgoata in bližnjega gozda se nahaja več geoloških in drugih zanimivosti:
- le Chaos de Rochers, naključno postavljena skupina več sto balvanov pod jezerom, med katere izgine zajezena reka Argent,
- la Roche Tremblante, 137 ton težak balvan,
- le Champignon, okrogel balvan, uravnotežen na manjši skali,
- le Camp d'Artus - Arturjev kamp, utrjen galski oppidum, rabljen kot zatočišče plemena Osismov v času rimskega osvajanja Galije, kasneje je dobil ime po legendarnem kralju Arturju,
- La Grotte d'Artus - Arturjeva jama, naravno zavetišče, oblikovano pod streho zagozdenih skal,
- Arboretum Poërop, drevesni park s prepoznavno zbirko javorjevih dreves,
- Huelgoat leži ob jezeru, nastalim med 16. in 18. stoletjem za potrebe bližnjega rudnika srebra.